# Nacera Belaza

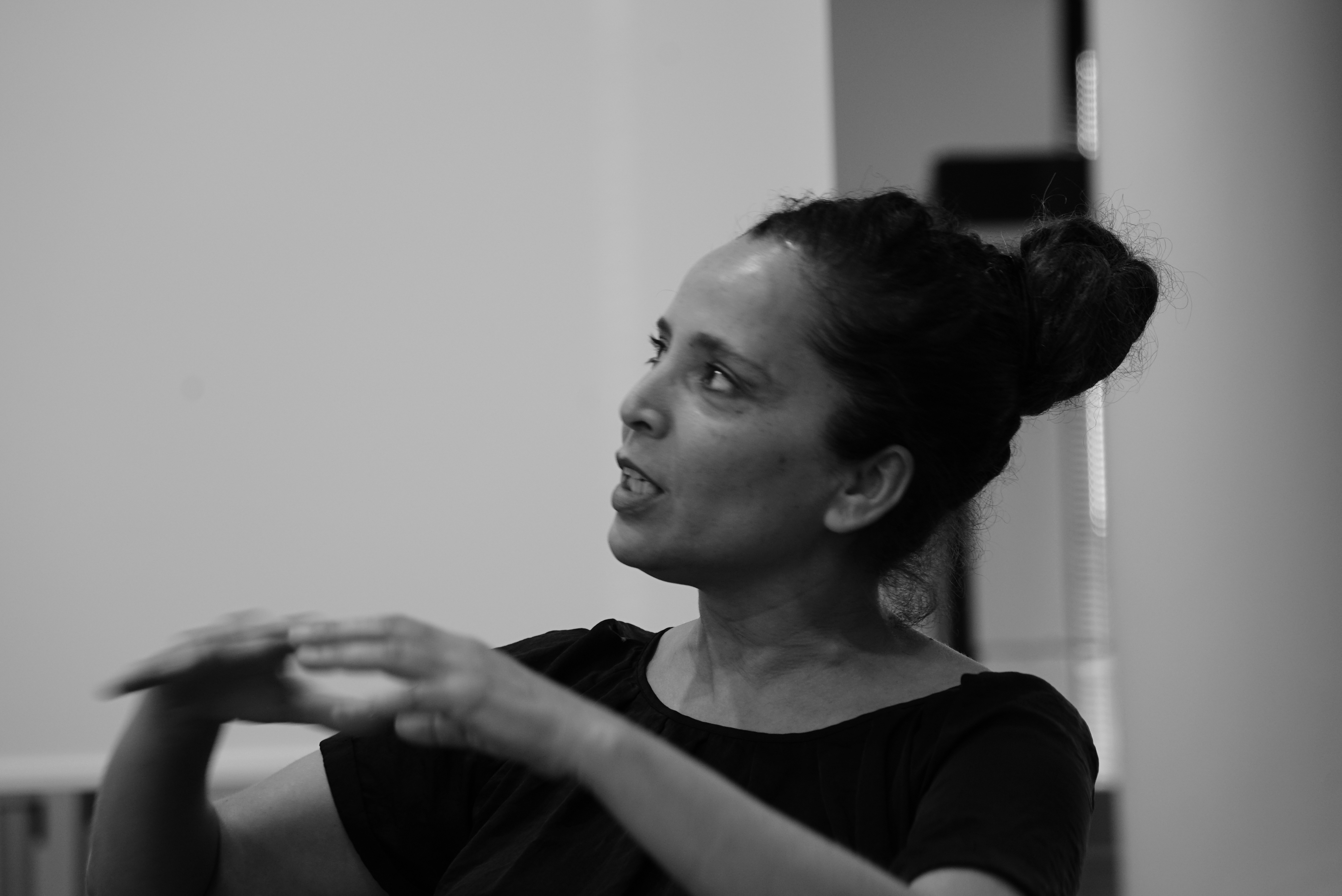
Nacera Belaza in 2018

Nacera Belaza is een Frans-Algerijnse choreografe en danseres.

## Biografie
Nacera Belaza is geboren in 1969 in Médéa, Algerije en woont sinds ze vijf jaar oud is in Frankrijk. Na literatuur te hebben gestudeerd in Reims, evolueerde Belaza, als autodidact, richting dans en choreografie. Haar werk richt zich vaak op de relatie tussen de performance en het publiek, en hoe het publiek kijkt. Een wederkerend thema in haar werk is de relatie tussen Frankrijk en Algerije. In 2003 maakte ze de voorstelling Paris-Alger in het kader van "L'année de l'Algérie en France". In 1989 richtte ze de Compagnie Nacera Belaza op.
De compagnie speelt haar voorstellingen zowel in Frankrijk als in de rest van Europa, in Afrika, Azië en Noord-Amerika. In België was Belaza te zien op het Kunstenfestivaldesarts en in deSingel in Antwerpen. In Nederland werkte ze in 2017 samen met ICK dans Amsterdam.
In 2015 werd ze in Frankrijk benoemd tot Ridder van de Orde van Kunst en Letteren en in 2017 was ze de laureaat van de  de "Prix Chorégraphe" van de Société des auteurs et compositeurs dramatiques.

## Werken
- Le Cercle, Festival de Marseille (2018)
- Solo(s), Monuments en mouvement - Centre des monuments nationaux (2017)
- Sur le fil, Montpellier Danse (2016)
- La Procession, MuCEM, Musée des Civilisations de l'Europe et de la Méditerranée (2015)
- La Traversée, Biennale de la danse de Lyon (2014)
- Les Oiseaux, Montpellier Danse (2014)
- Le Trait, Festival d’Avignon (2012)
- Le Temps scellé, Biennale de la danse de Lyon (2010)
- Les Sentinelles, Rencontres chorégraphiques internationales de Seine-Saint-Denis (2010)
- Le Cri, Rencontres chorégraphiques internationales de Seine-Saint-Denis (2008) —  Prix de la révélation chorégraphique de l'année du Syndicat de la critique 2008
- Un an après… titre provisoire, Montpellier Danse (2006)
- Le Pur Hasard, Centre national de la danse (2005)
- Paris-Alger, créée dans le cadre de l’année de l’Algérie en France (2003)
- Le Sommeil rouge, Centre national de la danse (1999-2000)
- Le Feu, Centre national de la danse (2001)
- Point de fuite, Centre national de la danse (1997)
- Périr pour de bon, Comédie de Reims (1995)

## Aantekeningen en verwijzingen
- Dit artikel of een eerdere versie ervan is een (gedeeltelijke) vertaling van het artikel Nacera Belaza op de Franstalige Wikipedia, dat onder de licentie Creative Commons Naamsvermelding/Gelijk delen valt. Zie de bewerkingsgeschiedenis aldaar.
- De informatie op deze pagina, of een eerdere versie daarvan, is gedeeltelijk afkomstig van de website deSingel.be, waarvan overname van teksten toegestaan is onder CC-BY-SA 4.0 licentie.

1. 1 2 3  (fr) Bio express : Nacera Belaza – Jeune Afrique. JeuneAfrique.com (19 augustus 2010). Gearchiveerd op 27 november 2020. Geraadpleegd op 18 november 2020.
2. ↑  deSingel. desingel.be. Gearchiveerd op 22 juli 2022. Geraadpleegd op 18 november 2020.
3. ↑  deSingel: Compagnie Nacera Belaza - Le Cercle. Gearchiveerd op 26 november 2020. Geraadpleegd op 18 november 2020.
4. ↑  (fr) Bio et parcours Nacera Belaza. Gearchiveerd op 26 november 2020. Geraadpleegd op 18 november 2020.

- Bibliothèque nationale de France: cb14486787b (data)
- Virtual International Authority File: 27293891